# Завалипьево
Завалипьево — деревня в Чеховском районе Московской области, в составе муниципального образования сельское поселение Баранцевское (до 29 ноября 2006 года входила в состав Баранцевского сельского округа).

## География

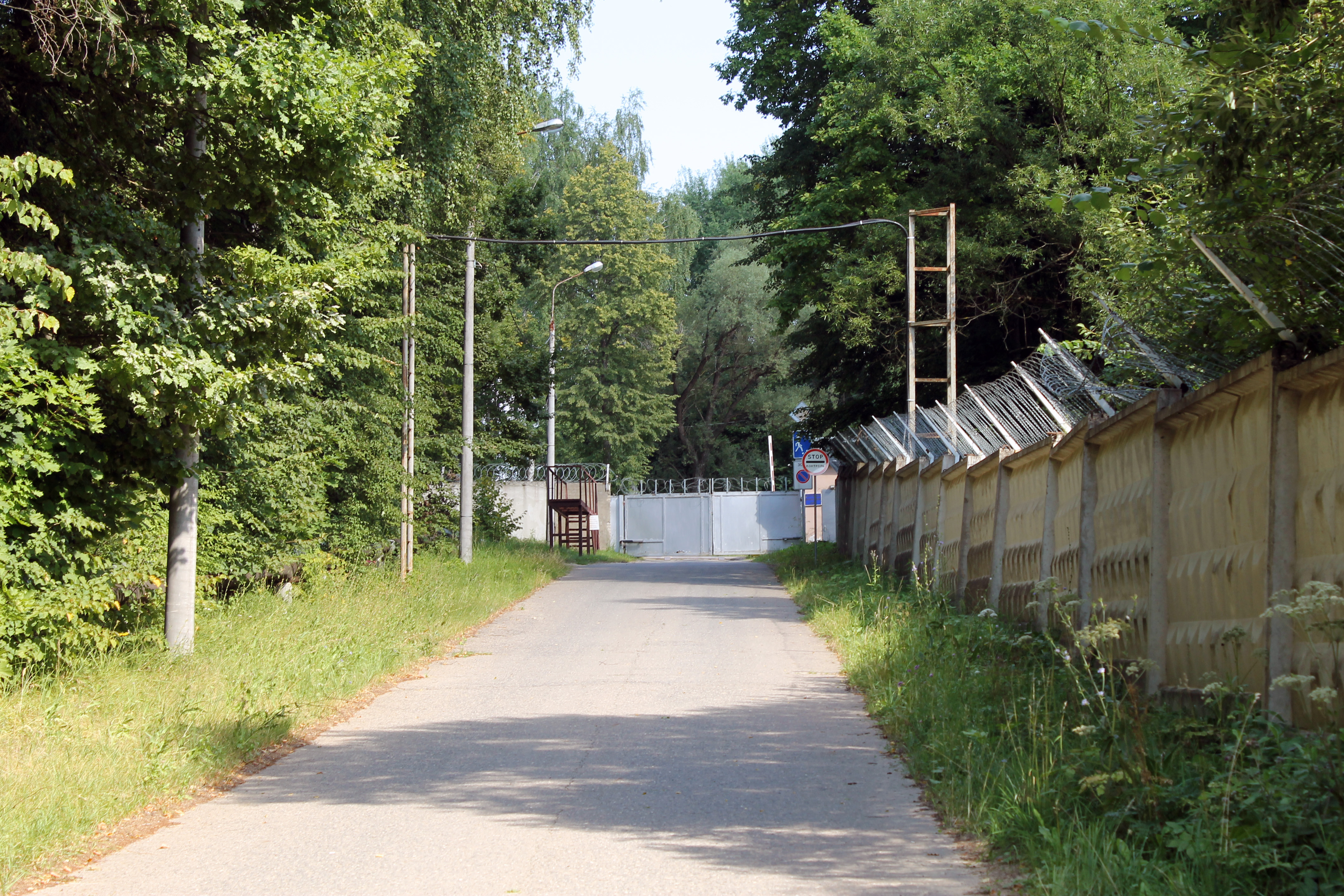
Въезд на территорию военного городка Нерастанное со стороны деревни Завалипьево

Завалипьево расположено примерно в 28 км (по шоссе) на юго-восток от Чехова, на правом берегу реки Лопасни, высота центра деревни над уровнем моря — 146 м. На 2016 год в Завалипьево зарегистрировано 3 садовых товарищества. В непосредственной близости от восточной границы деревни расположен закрытый военный городок Нерастанное.

## Население
| 2002 | 2006 | 2010 |
| ---- | ---- | ---- |
| 6    | ↗8   | ↗9   |

## Дъяковское городище
В октябре 1937 года на берегу Лопасни в 250 метрах от деревни было обнаружено городище периода VIII—VI вв. до нашей эры. Городище имело треугольную форму, было защищено рвами с двух сторон и высоким валом с третьей, южной. Длина городища 70 метров, ширина валов — 30 метров. Культурный слой толщиной 60 см содержал уголь, золу, кости животных и значительное количество глиняной посуды, сделанной еще ручным способом, без гончарного круга. Также обнаружены множественные изделия из костей животных — гарпуны, рукоятки ножей, фигурки различных животных.